# Martín Kutscher
Martín Kutscher (9 de desembre de 1984) és un nedador d'estil lliure uruguaià que va competir als Jocs Olímpics d'estiu de 2004 i 2008. El seu germà Paul també és un nedador olímpic, que va competir per a l'Uruguai durant els Jocs Olímpics de 2000 i 2004.

## Torneigs internacionals
- Jocs Olímpics de 2004
- Campionats del món de 2007 (50 lliures)
- Jocs Panamericans del 2007
- Campionat sud-americà de Natació 2008
- Jocs Olímpics de 2008
- Campionats del món de 2009